# Dead End Kings
Dead End Kings – album szwedzkiego zespołu metalowego Katatonia, wydany w 27 sierpnia 2012 przez Peaceville Records. Autorem okładki jest Travis Smith. W utworze The One You Are Looking For Is Not Here gościnnie udzieliła się wokalistka Silje Wergeland z holenderskiego zespołu The Gathering. Do utworu Lethean nakręcony został teledysk wyreżyserowany przez Lasse Hoile.

## Lista utworów
1. The Parting 4:52
2. The One You Are Looking For Is Not Here 3:52
3. Hypnone 4:07
4. The Racing Heart 4:06
5. Buildings 3:28
6. Leech 4:23
7. Ambitions 5:07
8. Undo You 4:56
9. Lethean 04:39
10. First Prayer 04:28
11. Dead Letters 04:29[5]

## Twórcy
- Anders Nyström – gitara, keyboard, śpiew
- Jonas Renkse – śpiew, gitara, keyboard, autor tekstów
- Daniel Liljekvist – perkusja
- Per Eriksson – gitara
- Niklas Sandin – gitara basowa[1]